# Stela Aristiona

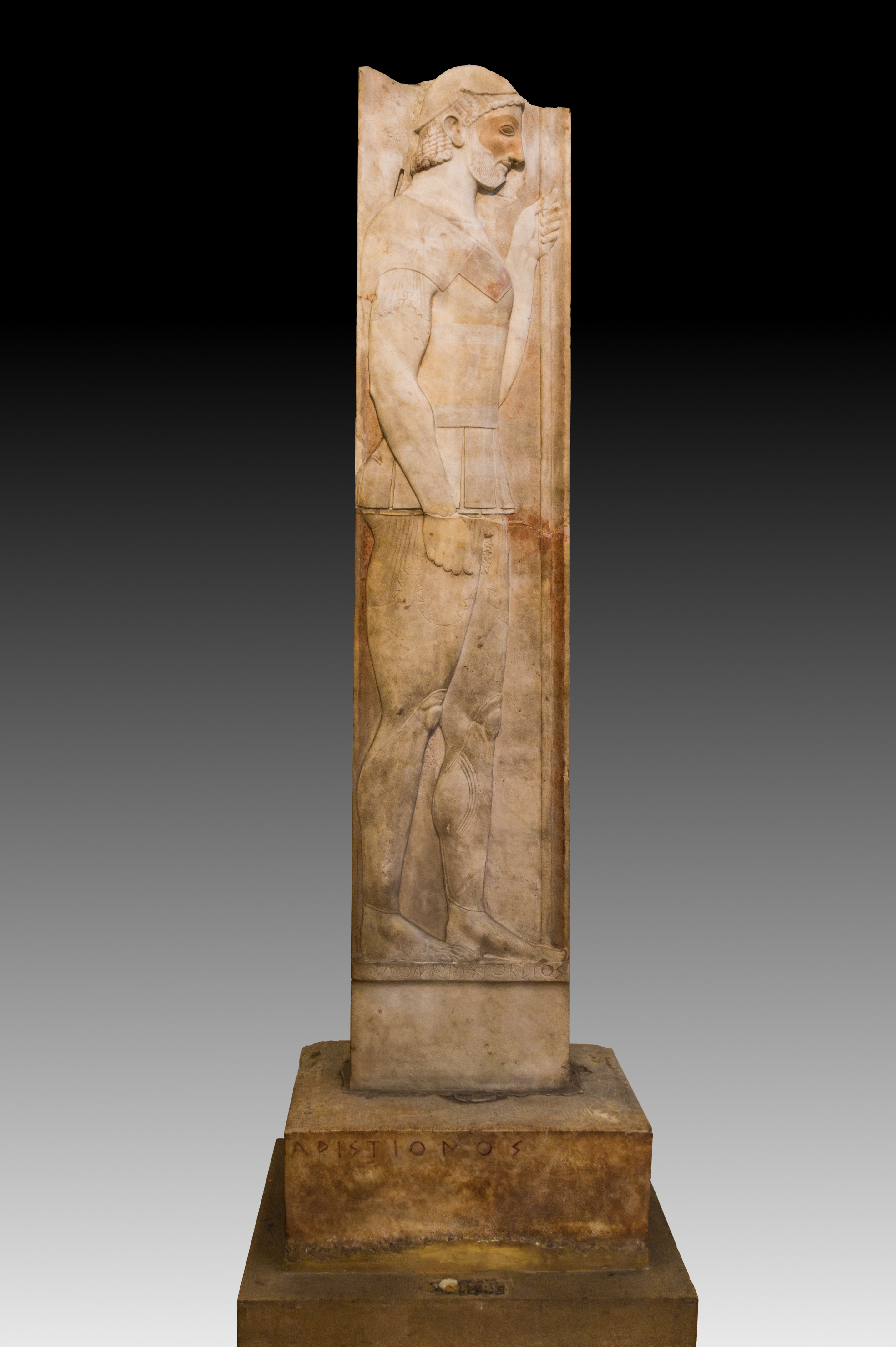
Stela Aristiona

Stela Aristiona – starożytna attycka marmurowa stela nagrobna. Obecnie znajduje się w zbiorach Narodowego Muzeum Archeologicznego w Atenach (nr inwentarzowy 29).
Wykonana z marmuru pentelickiego stela datowana jest na około 510 p.n.e. Została odnaleziona w 1839 roku w attyckiej Welanidezie. Ma 2,02 m wysokości, zachowała się wraz z bazą o wysokości 0,24 m. Górna część steli jest uszkodzona.
Na steli znajduje się wizerunek zwróconego w prawo brodatego hoplity. Mężczyzna odziany jest w chiton, na który ma nałożony pancerz. Zbroja ozdobiona jest motywami geometrycznymi w formie zygzaków i meandrów, na ramieniu widnieje natomiast wizerunek gwiazdy. Postać ma na głowie hełm, na nogach zaś nagolenniki. W lewej ręce trzyma włócznię, prawa jest opuszczona wzdłuż ciała. Na bazie posągu zostało wyryte imię zmarłego, Aristiona, podane w formie dopełniaczowej: Ἀριστίονος.
Dzieło zostało wykonane przez niejakiego Aristoklesa, o czym zaświadcza wyryta na cokole inskrypcja o treści: ἔργον Ἀριστοκλέος. Zachowane na steli ślady farby wskazują, że pierwotnie była ona pomalowana.